# Mario Tremblay
Joseph Daniel Mario Tremblay, född 2 september 1956, är en kanadensisk före detta professionell ishockeyforward och ishockeytränare. Han tillbringade tolv säsonger i den nordamerikanska ishockeyligan National Hockey League (NHL), där han spelade för Montreal Canadiens. Tremblay producerade 584 poäng (258 mål och 326 assists) samt drog på sig 1 043 utvisningsminuter på 852 grundspelsmatcher. Han spelade också för Nova Scotia Voyageurs i American Hockey League (AHL) och Bleu-Blanc-Rouge de Montréal i Ligue de hockey junior majeur du Québec (LHJMQ).
Tremblay draftades av Montreal Canadiens i första rundan i 1974 års draft som tolfe spelare totalt, där han vann Stanley Cup för säsongerna 1975–1976, 1976–1977, 1977–1978, 1978–1979 och 1985–1986.
Efter den aktiva spelarkarriären har han varit tränare för Canadiens och varit assisterande tränare åt Minnesota Wild och New Jersey Devils. Sedan 2010 är han expertkommentator för Canadiens matcher i den franskspråkiga TV-kanalen RDS.
Tremblay är farbror till den före detta ishockeybacken Pascal Trépanier, som spelade själv i NHL.

## Statistik

### Spelare
| 1972–1973    | Bleu-Blanc-Rouge de Montréal | LHJMQ        | 56  | 43  | 37  | 80  | 155  | 4   | 0  | 1  | 1  | 4   |
| 1973–1974    | Bleu-Blanc-Rouge de Montréal | LHJMQ        | 46  | 49  | 51  | 100 | 154  | 7   | 1  | 3  | 4  | 17  |
| 1974–1975    | Montreal Canadiens           | NHL          | 63  | 21  | 18  | 39  | 108  | 11  | 0  | 1  | 1  | 7   |
|              | Nova Scotia Voyageurs        | AHL          | 15  | 10  | 8   | 18  | 47   | —   | —  | —  | —  | —   |
| 1975–1976    | Montreal Canadiens           | NHL          | 71  | 11  | 16  | 27  | 88   | 10  | 0  | 1  | 1  | 27  |
| 1976–1977    | Montreal Canadiens           | NHL          | 74  | 18  | 28  | 46  | 61   | 14  | 3  | 0  | 3  | 9   |
| 1977–1978    | Montreal Canadiens           | NHL          | 56  | 10  | 14  | 24  | 44   | 5   | 2  | 1  | 3  | 16  |
| 1978–1979    | Montreal Canadiens           | NHL          | 76  | 30  | 29  | 59  | 74   | 13  | 3  | 4  | 7  | 13  |
| 1979–1980    | Montreal Canadiens           | NHL          | 77  | 16  | 26  | 42  | 105  | 10  | 0  | 11 | 11 | 14  |
| 1980–1981    | Montreal Canadiens           | NHL          | 77  | 25  | 38  | 63  | 123  | 3   | 0  | 0  | 0  | 9   |
| 1981–1982    | Montreal Canadiens           | NHL          | 80  | 33  | 40  | 73  | 66   | 5   | 4  | 1  | 5  | 24  |
| 1982–1983    | Montreal Canadiens           | NHL          | 80  | 30  | 37  | 67  | 87   | 3   | 0  | 1  | 1  | 7   |
| 1983–1984    | Montreal Canadiens           | NHL          | 67  | 14  | 25  | 39  | 112  | 15  | 6  | 3  | 9  | 31  |
| 1984–1985    | Montreal Canadiens           | NHL          | 75  | 31  | 35  | 66  | 120  | 12  | 2  | 6  | 8  | 30  |
| 1985–1986    | Montreal Canadiens           | NHL          | 56  | 19  | 20  | 39  | 55   | —   | —  | —  | —  | —   |
| NHL totalt   | NHL totalt                   | NHL totalt   | 852 | 258 | 326 | 584 | 1043 | 101 | 20 | 29 | 49 | 187 |
| LHJMQ totalt | LHJMQ totalt                 | LHJMQ totalt | 102 | 92  | 88  | 180 | 309  | 11  | 1  | 4  | 5  | 21  |

### Tränare
| Lag                | Säsong    | Grundserie | Grundserie | Grundserie | Grundserie | Grundserie | Grundserie      | Slutspel                   |
| Lag                | Säsong    | Matcher    | Vinster    | Förluster  | Oavgjorda  | Poäng      | Slutplacering   | Resultat                   |
| ------------------ | --------- | ---------- | ---------- | ---------- | ---------- | ---------- | --------------- | -------------------------- |
| Montreal Canadiens | 1995–1996 | 77         | 40         | 27         | 10         | 90         | 3:e i Northeast | Förlorade i första ronden. |
| Montreal Canadiens | 1996–1997 | 82         | 31         | 36         | 15         | 77         | 4:e i Northeast | Förlorade i första ronden. |
| Totalt             | Totalt    | 159        | 71         | 63         | 25         | 167        |                 |                            |